# Zámek (hradiště)
Zámek (též Zlatá hora nebo Hradec) je pravěké hradiště západně od vsi Zadní Zborovice v okrese Strakonice, asi 8 km východně od Horažďovic. Nachází se na vrcholu stejnojmenného kopce v Blatenské pahorkatině v katastrálním území Třebohostice. Hradiště je chráněno jako kulturní památka.

## Historie
Hradiště bylo postaveno během šestého století před naším letopočtem v pozdní době halštatské, ale archeologické nálezy dokládají využívání jeho areálu i v době laténské a ve vrcholném středověku. Jediný nevelký archeologický výzkum zde provedl Bedřich Dubský ve dvacátých letech 20. století.

## Stavební podoba
Hradiště se nachází na vrcholové části kopce Zámek, který dosahuje nadmořské výšky 577 metrů. Ze tří stran je chránily strmé svahy kopce. Jediná snadno přístupná strana se nachází na severu. Z opevnění se dochoval ve svahu postavený val z vápencových kamenů dlouhý 422 metrů, který obklopuje plochu s rozlohou 1,3 hektaru. Nejlépe dochovaný je na východě, kde výška valu dosahuje až 2,5 metru a šířka dvanáct metrů. Většina valu je na vnější straně vysoká okolo 1,5 metru a šířka se pohybuje od šesti do deseti metrů. Převýšení vnitřní strany valu nad plochou hradiště je maximálně 0,5 metru. Na severní straně hradiště není patrná kamenná konstrukce a val se zde projevuje jen jako výrazná terénní hrana vysoká 1–1,5 metru. Předpokládaný vstup se nachází na východní straně v místě přerušení valu.